# Carl Ernst Herman Meeths

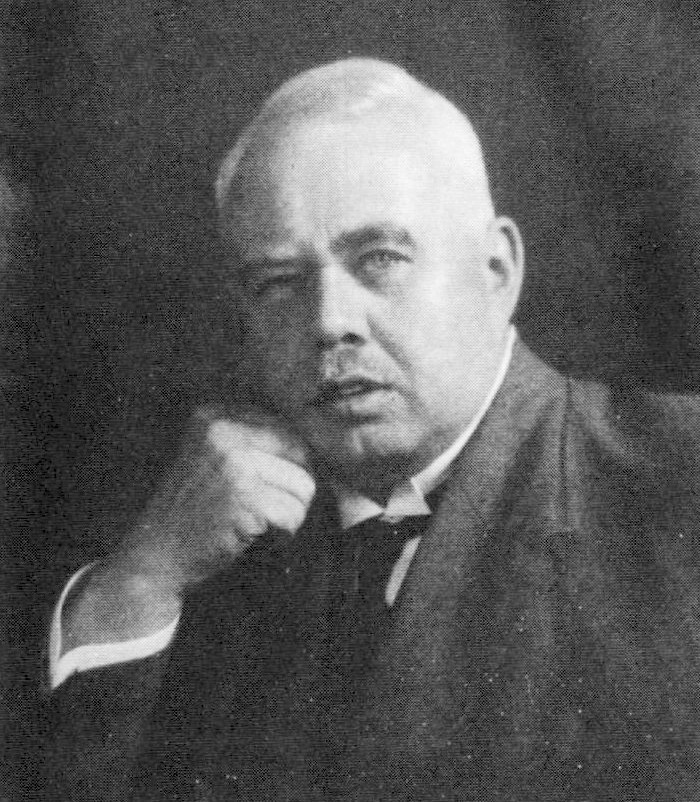
Herman Meeths.

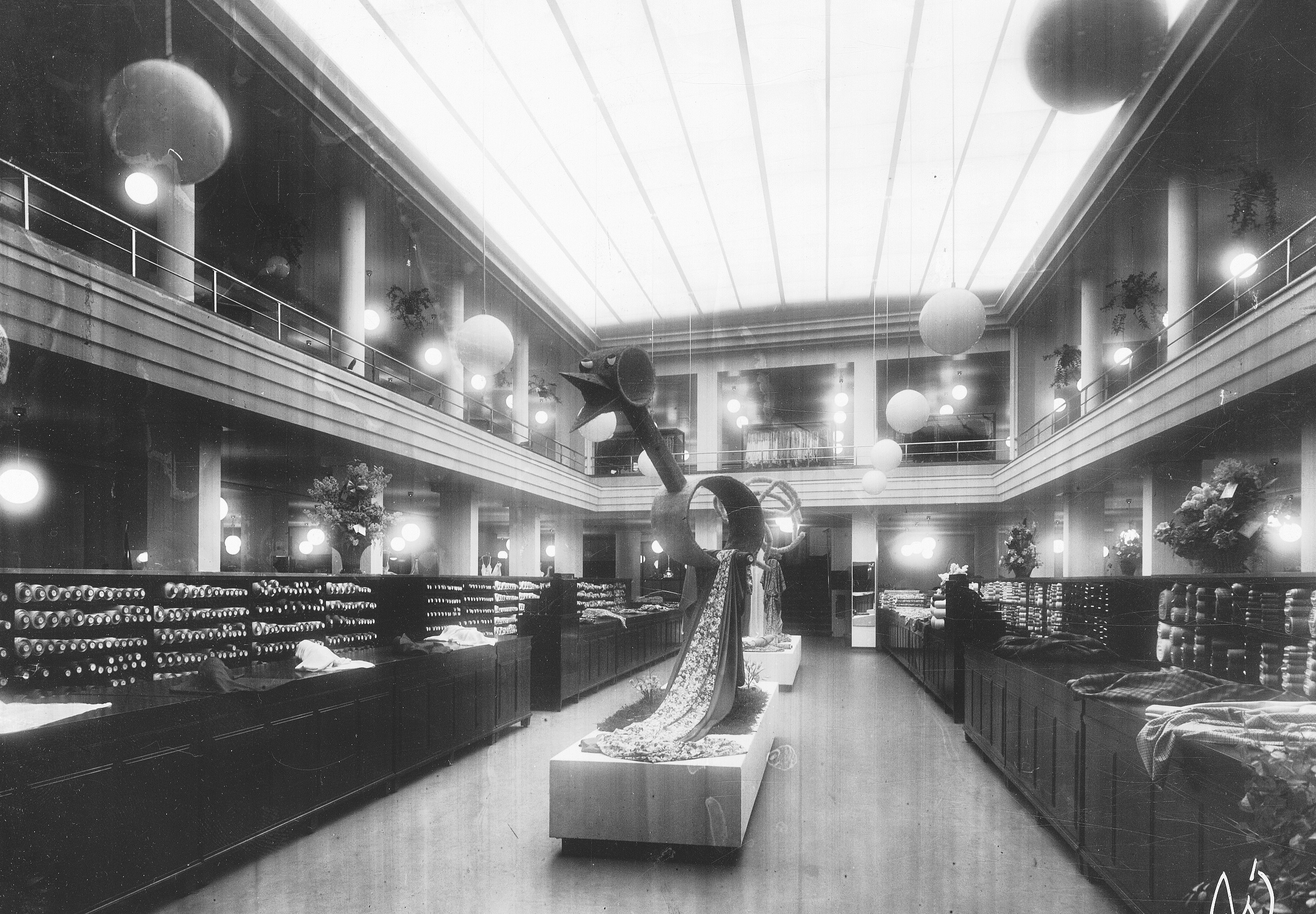
Nyöppnade Meeths vid Kungsgatan i Stockholm, 1938.

Carl Ernst Herman Meeths, född 14 september 1880 i Tyska Sankta Gertruds församling i Stockholm, död 9 juni 1957 i Engelbrekts församling, var en svensk affärsman och företagsledare samt direktör för varuhuskedjan Meeths.

## Biografi
C.E. Herman Meeths var son till den från Tyskland härstammande grosshandlaren Carl Herman Christoffer Meeths (1835-1889) och Hulda Cecilia Hedvig Charlotta Richter. Efter studier och praktisk utbildning i Wiesbaden, Köln och London företog han studieresor till bland annat Indien, Siam, USA, Kina och Japan. 
Den 1 januari 1904 blev han chef för den 1864 av fadern grundade varuhuskedjan Meeths. Under honom utvecklades firman. Göteborgsfilialen byggdes ut 1904–1906, och en ny filial öppnades i Norrköping 1907 (nedlagd 1952). Sortimentet bestod huvudsakligen av allt som hörde till damkonfektion. Ett nytt, påkostat varuhus öppnades i mars 1909 vid Drottninggatan i Stockholm som räknades till ett av de största i staden.  
I september 1936 eldhärjades huvudvaruhuset vid Drottninggatan och i april 1938 stod ett nytt varuhus färdigt i det av arkitekt Cyrillus Johansson ritade Centrumpalatset vid Kungsgatan. När företaget firade 75-årsjubileum 1939, bestod det av de två varuhusen i Stockholm och Göteborg, samt åtta filialer. Företaget hade över 600 medarbetare som ökade under högsäsongen, exempelvis julhandeln, till nästan 1 000 personer. 
Meeths lyckades att förmedla sina anställda en ”vi-känsla” och talade gärna om ”Meeths-familjen”. Från och med 1930 lät han även utgiva en personaltidning med information till sina medarbetare. I samband med sin 50-årsdag 1930 skänkte Meeths sin skärgårdsegendom Trångholmen som semesterhem åt sina anställda. Han avsatte medel till en pensionsstiftelse samt till sjukhjälps- och feriefonder. 
År 1919 förvärvade han egendomen Årsta slott i nuvarande Haninge kommun och bosatte sig där med sin familj. Meeths var bland annat intresserad av skogsskötsel och röjde, planterade och gallrade själv på sina ägor. Hans hustru, Margareta Johanna, vårdade minnet efter Fredrika Bremer som hade bott på Årsta under 1800-talets mitt och även avled där 1865.
Med korta avbrott var Herman Meeths fram till sin död 1957 firmans ledare i över 50 år. Företaget fusionerade 1967 med Åhlén & Holm, och huvudaffären vid Kungsgatan lades ned 1971. Herman Meeths fann sin sista vila på Norra begravningsplatsen där han gravsattes den 27 juni 1957.